# Tespias

Mapa de ciudades de la antigua Beocia. Tespias se situaba al oeste de Tebas.

Tespias, Tespis o Tespia (en griego, Θεσπιαί, Θέσπεια) fue una ciudad de Beocia al pie del monte Helicón, mirando al sur y al golfo de Crisa, donde tenía su puerto llamado Creusis.
Aparece mencionada por  Homero en el Catálogo de las naves de la Ilíada.
Su dios principal era Eros. Natural de la ciudad fue célebre por su belleza física Friné, que regaló a la ciudad la estatua de Eros de Praxíteles, escultura que atrajo a la ciudad gran número de visitantes. Más tarde la estatua original fue sustituida por una imitación hecha por Menodoro. También había una estatua de Eros hecha por Lisipo, y unas estatuas de Afrodita y de Friné, hechas por Praxíteles; en el ágora había una estatua de Hesíodo. La ciudad tenía un teatro y tres templos dedicados a Afrodita Melénide, a las Musas y a Heracles.
La ciudad celebraba el festival de Eros (Erótida) y el de las Musas (Museia) en el monte Helicón, cada cuatro años.
Su nombre derivaba de Tespia, hija de Asopo, o de Tespio, hijo de Erecteo, emigrante de Atenas.

## Historia

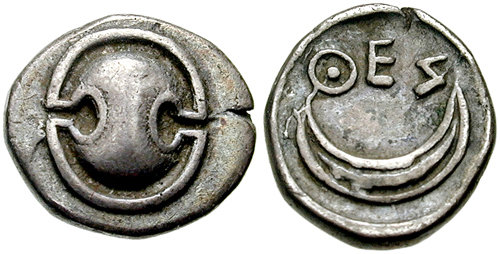
Moneda de la antigua Tespias (431-424 a. C.)

Fue una de las polis más importantes de Beocia, y (al igual que Orcómeno y Tanagra) se enfrentó a Tebas, que pretendía someter toda Beocia a su autoridad. Durante la Época Arcaica Tespias expandió su territorio absorbiendo las polis de Ascra (posiblemente a fines del siglo VII a. C.) y más tarde Tisbe (posiblemente a fines del siglo VI a. C.)
Con la invasión de Jerjes I, Tespias y Platea fueron las únicas ciudades de Beocia que rechazaron dar suministros a los persas. Una fuerza de 700 hoplitas tespios fueron con Leónidas I a las Termópilas y murieron en la batalla. Ante el avance persa los habitantes se retiraron al Peloponeso y la ciudad fue destruida por el emperador persa. Al año siguiente unos 1800 soldados de Tespias combatieron en Platea con armamento ligero. Expulsados los persas, la ciudad fue reconstruida y algunos extranjeros fueron admitidos a la ciudadanía.
En la batalla de Delio (424 a. C.) Tespias luchó con la Liga Beocia contra Atenas y la mayoría de los soldados murieron luchando, y cuando al año siguiente fueron acusados de favorecer a Atenas, Tebas atacó la ciudad y destruyó las murallas.
En 414 a. C. el partido democrático intentó tomar el poder, pero el gobierno oligárquico, con ayuda de Tebas, lo impidió, y los demócratas huyeron a Atenas.
En el año 395 a. C. estaba unida con Eutresis y Tisbe formando uno de los distritos que suministraba magistrados a la Liga Beocia. Entre las tres ciudades proporcionaban dos beotarcas.
Hacia el año 375 a. C. los tebanos volvieron a atacar y destruir otra vez la ciudad de Tespias. Antes de la batalla de Leuctra estaban al lado de Tebas, pero se retiraron sin luchar con permiso de Epaminondas. Según Pausanias los habitantes decidieron abandonar su ciudad después de la batalla de Leuctra, por temor a los tebanos, y se refugiaron en una fortaleza llamada Cereso, donde fueron vencidos por los tebanos.
Más tarde Tespias fue reconstruida, pero ya no representó ningún papel destacado en eventos militares de la historia griega. Estrabón dice que en su tiempo era una de las dos ciudades de Beocia de cierta importancia (la otra era Tanagra), y Plinio el Viejo dice que era una ciudad libre. Sigue siendo mencionada hasta el siglo VI.
Estaba en una llanura rodeada de colinas por los dos lados, y tenía mucha agua procedente del río Kanavari, que nace allí.  Ahora allí hay un pueblo con su mismo nombre de Tespias, que antes se llamaba Erimokastro o Rimokastro. Los antiguos templos fueron substituidos por iglesias que aún conservan algún resto de los templos originales.

## Arqueología
En Tespias, en el lugar conocido como «valle de las Musas», se encuentran los restos de un teatro, del templo o altar de las musas y de una larga estoa jónica que pertenecen al siglo III a. C., así como de una torre cuadrada del siglo IV a. C. construida probablemente antes de la batalla de Leuctra. Las excavaciones también sacaron a la luz una serie de estatuas de las musas. Muchos de los hallazgos de las excavaciones de la antigua Tespias se encuentran en el Museo Arqueológico de Tebas y en la Colección Arqueológica de Tespias.